# Nova (partit polític)
Nova és un partit polític d'esquerres, republicà i sobiranista català fundat el 2019. Està liderat per Marc Grau, Elisenda Alamany i Arnau Mallol.
La creació de Nova es va fer pública el 24 de febrer de 2019. L'11 de març de 2019 es va inscriure com a partit polític. El 21 de març de 2019 el partit va signar un acord de coalició amb Esquerra Republicana de Catalunya a les eleccions locals de 2019 de Barcelona.
El partit no ha tingut cap activitat política des de llavors.